# Власов, Василий Иванович (поэт)
Василий Иванович Власов (14 октября 1916, Гам, Российская империя — 31 марта 1986) — коми поэт.

## Биография
Родился в деревне Кырув села Гам в 1916 году. Имел двух братьев и одну сестру.
В 1928 году Власов окончил начальную школу его родного села.
В 1932 году окончил Усть-Вымскую семилетку. На продолжение образования у Василия не было денег, из-за чего он работал в хозяйстве отца, зимой заготавливал для «Комилеса» деловую древесину. Посредством этого он зарабатывал деньги для дальнейшей учебы.
В 1936 году Власов окончил Сыктывкарский строительный техникум. По окончании техникума работал сначала техником-строителем, затем стал учителем физики и математики в Усть-Куломском районе. В 1939 году Власов окончил курсы радистов-операторов, после чего был призван в армию, а затем направлен для службы в органы НКВД. В 1940—1952 годах — на службе в следственных аппаратах НКВД, НКГБ и МГБ Коми АССР. В 1950 году успешно окончил Ленинградскую школу переподготовки руководящего состава МГБ СССР. В 1967 году окончил Высшую школу МВД СССР.
До 1970 года занимал должность заместителя министра МВД Коми АССР. Вышел в отставку, после чего в течение шестнадцати лет преподавал правоведение и юриспруденцию в Сыктывкарском филиале Московского института повышения квалификации руководящих работников лесной промышленности СССР.
Скончался 31 марта 1986 года и похоронен в Сыктывкаре.

## Литературная деятельность
Начал писать стихи ещё в юношеском возрасте. Первые комиязычные стихи Власова были опубликованы в журнале «Ударник» в 1939 году, после чего неоднократно печатались в журнале «Войвыв кодзув». Всего было издано пять сборников стихов: «Югыд туй» («Светлый путь», 1958), «Ме лоа солдатöн» («Я буду солдатом», 1967), «Ас йöз» («Свои люди», 1967), «Шуд» («Счастье», 1976),  «Зарни ань» («Золотая женщина», 1982).
Стихотворения «Ар», «Шондiа му», «Кытысь, кытчö?», «Книга», «Бура узь», «Орден» за авторством Власова вошли в учебники по коми литературе.